# 小岩智子
小岩 智子（こいわ ともこ、1982年3月5日 - ）は、静岡第一テレビ（SDT）の社員で、元アナウンサー。旧姓：鈴木（すずき）。

## 来歴・人物
静岡市駿河区出身。静岡県立静岡高等学校卒業後、お茶の水女子大学文教育学部言語文化学科卒業。高木康成は高校の同級生。身長164cm、血液型A型。趣味はショッピング、特技はテニス。
アナウンサーを目指すきっかけは、高校野球の取材をしたかったため。2004年にさくらんぼテレビジョン（SAY）に入社。夕方のニュース番組と全国中継を掛け持ちするなど活躍したが、2007年12月に退社。故郷に帰り、2008年4月に静岡第一テレビに移籍した。
2013年1月、結婚し小岩に改姓した。
2017年4月から経営企画部に異動した。

## 担当番組

### SAY時代
- SAYスーパーニュース（お天気キャスター→サブキャスター・もく得!!担当、2005年8月 - 2007年12月）
- FNNスピーク（ローカル、2004年 - 2006年3月）
- めざましテレビ（フジテレビ系列全国ネット。山形担当リポーター、2006年4月 - 2007年12月）
- 新春女子アナスペシャル（フジテレビ系列全国ネット。2005年 - 2007年）
- 27時間テレビ（フジテレビ系列全国ネット。2007年）ほか

### SDT時代
- NewsリアルタイムSHIZUOKA（水 - 金曜日キャスター）
- news every.しずおか（水 - 金曜日キャスター）
- 930プラス（不定期）
- ○ごとワイド（月 - 水リポーター）
- あいチャン!!
- FRONT ZERO